# Goudex
Goudex (em occitano:  Godets) é uma comuna francesa na região administrativa da Occitânia, no departamento do Alto Garona. Estende-se por uma área de 2.61 km², com 44 habitantes, segundo o censo de 2018, com uma densidade de 17 hab/km².